# Accord de Minsk
Pour les articles homonymes, voir Traité de Minsk (homonymie).
Ne pas confondre avec le premier protocole de Minsk (2014) ni avec le second protocole de Minsk (2015)
L’accord de Minsk ou traité de Minsk, aussi appelé accord de Belovej, de Bialovèse ou de Belaveja (russe : Беловежские соглашения, Belovejskié soglachenia), est un traité signé le 8 décembre 1991 dans la forêt de Belovej, en Biélorussie. Ce document entérine la dislocation de l'Union soviétique et donne naissance à la Communauté des États indépendants (CEI). Le préambule invite par ailleurs d'autres républiques à rejoindre les trois membres fondateurs de cette nouvelle entité.

## Signataires
Cet accord a été signé le 8 décembre 1991 dans la forêt de Belovej par :
- Boris Eltsine, président de la république socialiste fédérative soviétique de Russie ;
- Stanislaw Chouchkievitch, président du Conseil suprême de la république socialiste soviétique de Biélorussie ;
- Leonid Kravtchouk, président de la république socialiste soviétique d'Ukraine.

## Conséquences
Les présidents des trois principales républiques de l'Union soviétique (Russie, Biélorussie et Ukraine), réunis près de Minsk, font à cette occasion le constat que le temps de cette union est terminé et donnent naissance à la Communauté des États indépendants (CEI).
Le 12 décembre 1991, le Soviet suprême de la république socialiste fédérative soviétique de Russie ratifie officiellement les accords, dénonce le traité d'union de 1922 et rappelle formellement les députés russes du Soviet suprême de l'URSS.
Le 21 décembre, huit autres anciennes républiques soviétiques rejoignent la CEI lors de la signature des accords d'Alma-Ata (Kazakhstan). Les trois pays baltes, qui désirent intégrer l'Union européenne, ainsi que la Géorgie, refusent d’adhérer à la CEI.

## Contestations
La légalité de cette ratification suscite toutefois des doutes parmi certains membres du Parlement russe qui notent que, selon la Constitution russe de 1978, l'examen de ce document relevait de la compétence exclusive du Congrès des députés du peuple de Russie.
Ces actes de dissolution de l'Union soviétique ont été considérés comme illégaux par ce qui restait du gouvernement fédéral soviétique. Mikhaïl Gorbatchev considère que le sort de l'Union multinationale ne peut pas être déterminé par la seule volonté des dirigeants de trois républiques. Pour lui, la question doit être tranchée par des moyens constitutionnels impliquant la participation de tous les États souverains et en tenant compte de la volonté de tous leurs citoyens. Pour Gorbatchev, l'affirmation selon laquelle les normes juridiques de l'Union cesseraient d'être en vigueur est illégale et dangereuse ; elle ne peut qu'aggraver le chaos et l'anarchie dans la société. Il considère que la précipitation avec laquelle le document a été publié est également très préoccupante. Il n'a pas été discuté par les populations ni par les Soviets suprêmes des républiques aux noms desquelles il a été signé. Pire encore, il est apparu au moment où le projet de traité pour une Union des États souverains, rédigé par le Conseil d'État de l'URSS (en), était discuté par les parlements des républiques.

## Disparition du document
Le 7 février 2013, le comité exécutif de la CEI, dont le siège se trouve à Minsk, annonce que l'original de l'accord de Belovej est introuvable en Biélorussie. Stanislaw Chouchkievitch, le premier dirigeant biélorusse après la fin de l’URSS, aurait souhaité avoir accès au document pour rédiger ses mémoires et n’a pu y parvenir.